# Deep Insight
Deep Insight – fiński zespół rockowy założony w 2002 roku z inicjatywy Jukki Nikunena i Johannesa Ylinena. Po kilku tygodniach do zespołu dołączyli kuzyni Joachim Kiviniemi oraz Kaj Kiviniemi. Deep Insight jako jeden z nielicznych zespołów w ciągu 2,5 roku zagrał ponad 130 koncertów 12 krajach, m.in. w Polsce.
W roku 2003 grupa przystąpiła do nagrywania albumu Ivory Tower zawierającego mieszankę amerykańskiego rocka ze skandynawskimi klimatami. Kolejny album "Red Lights, White Lines" został nagrany w 2004 roku przy współpracy Jensa Borgena (Katatonia, Lamberetta) oraz Jonasa Olssona (Callisto). Album ukazał się w fińskich sklepach 3 września 2004 roku.

## Skład zespołu
- Jukka Nikunen – wokal
- Johannes Ylinen – gitara
- Ville Kinaret – perkusja
- Jore Rantalainen – gitara basowa

## Dyskografia
- "Julia" EP – 2002
- "Ivory Tower" – 2003
- "Zebras on the Wall" singiel – 2003
- "Red Lights, White Lines" – 2004
- "Itch" singiel – 2004
- "Red Lights White Lines" (reedycja) – 2005
- "Hurricane Season" singiel – 2005
- "One Minute Too Late" – 2006
- "New Day" singiel – 2006
- "Sucker for Love" – 2009
- "Rock with My Band" singiel – 2009